# Bảo tàng Phòng không - Không quân (Việt Nam)
Bảo tàng Phòng không – Không quân  trực thuộc Cục Chính trị, Quân chủng Phòng không – Không quân, Quân đội nhân dân Việt Nam, tiền thân là Phòng Truyền thống Bộ đội Phòng không thành lập năm 1958. Bảo tàng được xếp hạng Hai trong hệ thống bảo tàng tại Việt Nam. Bảo tàng được xây dựng vào năm 2004, khánh thành ngày 28 tháng 8 năm 2007, là nơi lưu giữ những hình ảnh, tư liệu, hiện vật minh chứng cho quá trình ra đời, xây dựng, chiến đấu, trưởng thành và chiến thắng của bộ đội Phòng không – Không quân Việt Nam. Bảo tàng tọa lạc tại 173C, Trường Chinh, Khương Mai, Thanh Xuân, Hà Nội, Việt Nam.

## Khái quát trưng bày

### Các bộ sưu tập hiện vật khối lớn hấp dẫn
73 hiện vật khối lớn được trưng bày ngoài trời một cách khoa học, giới thiệu các bộ sưu tập hiện vật vũ khí độc đáo về Bộ đội PK-KQ: pháo cao xạ, rađa, không quân, tên lửa. Những vũ khí đã lập nhiều chiến công xuất sắc: khẩu pháo 37 mm của khẩu đội Tô Vĩnh Diện tham gia Chiến dịch Điện Biên Phủ; cuộc hành trình của khẩu pháo 90 mm do Mỹ sản xuất tham gia chiến thắng trận đầu ngày 05/8/1964; Rađa phát sóng quản lý bầu trời bằng sóng điện từ, trong chiến dịch 12 ngày đêm năm 1972, bắt được tín hiệu máy bay chiến lược B-52 sớm 35 phút thông báo cho quân và dân Hà Nội chuẩn bị sẵn sàng chiến đấu; Bệ phóng tên lửa lập công bắn rơi máy bay B-52 đầu tiên trong Chiến dịch "Hà Nội - Điện Biên Phủ trên không" tháng 12/1972; Máy bay MiG-21 bắn rơi máy bay B-52 đêm 27/12/1972.
Ngoài ra, các bộ sưu tập hiện vật còn có các loại máy bay MiG-17, MiG-19, MiG-21, trực thăng vận tải, trực thăng săn ngầm và một số máy bay cường kích trong biên chế Không lực Việt Nam Cộng Hòa, trong đó có máy bay A-37, sử dụng để ném bom sân bay Tân Sơn Nhất...; một số loại vũ khí, phương tiện mà đối phương đã sử dụng trong chiến tranh Việt Nam.

### Phần trưng bày trong nhà
Phần trưng bày trong nhà gồm có 6 đề mục lớn:
- Đề mục I: Bộ đội PK-KQ trong cuộc kháng chiến chống thực dân Pháp (những chiến công của trung đoàn 367 tại chiến dịch Điện Biên Phủ năm 1946 - 1954).[2]
- Đề mục II: Sự hình thành và phát triển các lực lượng PK-KQ giữa 2 cuộc chiến tranh Đông Dương (1954 - 1964);[2]
- Đề mục III: Bộ đội PK-KQ trong các cuộc tập kích đường không chủ yếu bằng máy bay chiến lược B-52 vào Hà Nội và Hải Phòng  (02/1965 - 01/1973);[2]
- Đề mục IV: Bộ đội PK-KQ chiến đấu trong đội hình quân binh chủng hợp thành, Chiến dịch Đường 9-Khe Sanh, Đường 9 Nam Lào (1971), Chiến dịch Quảng Trị (1972), Chiến dịch Hồ Chí Minh năm 1975;[2]
- Đề mục V: Chiến đấu bảo vệ biên giới Tổ quốc; Xây dựng và sẵn sàng chiến đấu, quản lý vững chắc vùng trời, vùng biển của Tổ quốc, cùng cả nước thực hiện hai nhiệm vụ chiến lược là xây dựng và bảo vệ Tổ quốc Việt Nam XHCN (từ 1975 đến nay);[2]
- Đề mục VI: Trưng bày các chuyên đề về đoàn kết quốc tế, hợp tác vũ trụ, đoàn kết quân dân, sức mạnh từ mặt đất.[2]

Trưng bày trong nhà hơn 3.000 hiện vật, hình ảnh đã tái tạo lại những trang sử oai hùng của Bộ đội PK-KQ, mỗi hiện vật, hình ảnh trong hệ thống trưng bày là huyền thoại về những chiến công xuất sắc của Bộ đội PK-KQ qua hai cuộc  chiến tranh Đông Dương, lập nên những kỳ tích anh hùng đánh thắng không quân nhà nghề của nước có nền khoa học kỹ thuật hiện đại đến nay vẫn còn là những điều hấp dẫn đối với nhiều khách tham quan trong và ngoài nước. Ngày nay, Quân chủng PK-KQ là một Quân chủng lớn mạnh, với các trang thiết bị kỹ thuật hiện đại, không ngừng cải tiến kỹ thuật, luôn cảnh giác cao, sẵn sàng cùng với các lực lượng vũ trang của Quân đội nhân dân Việt Nam bảo vệ vững chắc trời và biển Tổ quốc Việt Nam XHCN.
Một trong số hiện vật quý hiếm đó là chiếc ghế máy bay Mi-4 đã vinh dự được Chủ tịch Hồ Chí Minh sử dụng khi đi công tác; đặc biệt có bộ sưu tập hiện vật về Ban Nghiên cứu Không quân, Trung đoàn Pháo cao xạ 367 với những chiến công xuất sắc tại mặt trận Điện Biên Phủ; Chiến thắng tại cầu Hàm Rồng (Thanh Hoá), Không quân nhân dân Việt Nam đã mở mặt trận trên không thắng lợi; Tư liệu hiện vật trận đầu đánh thắng của Bộ đội Tên lửa Phòng không Việt Nam ngày 24/7/1965; Bộ đội PK-KQ đánh thắng chiến tranh điện tử của đế quốc Mỹ; cùng quân và dân miền Bắc bảo vệ Hà Nội - Hải Phòng năm 1967; Chiến đấu ở chiến trường khu IV; bảo vệ tuyến vận tải chiến lược 559 (Đường Hồ Chí Minh); Sa bàn điện tử chiến dịch "Hà Nội - Điện Biên Phủ trên không" tháng 12/1972; Chiến đấu trong đội hình quân binh chủng hợp thành; Quân chủng PK-KQ thường xuyên cảnh giác, sẵn sàng chiến đấu bảo vệ vững chắc bầu trời Tổ quốc Việt Nam XHCN; Đặc biệt, Bảo tàng PK-KQ lưu giữ tư liệu hiện vật duy nhất về chuyến bay Hợp tác vũ trụ quốc tế Việt Nam - Liên Xô và có sưu tập tặng phẩm của các đoàn quốc tế đến thăm và tặng Bộ đội PK-KQ…
Hiện tại, Bảo tàng PK- KQ đang lưu giữ trên 62.000 tư liệu, hiện vật gốc quý hiếm về lịch sử oanh liệt của Bộ đội PK-KQ Việt Nam. Bảo tàng đã đón tiếp nhiều đoàn khách quốc tế, đặc biệt là đón các vị nguyên thủ quốc gia, các tướng lĩnh của quân đội các nước, được đón tiếp các đoàn khách quan trọng của một số nước trên thế giới trong đó có các cựu phi công Mỹ đã tham gia chiến tranh ở Việt Nam.

## Thành tích
Trong hai cuộc kháng chiến chống thực dân Pháp và đế quốc Mỹ, Quân chủng PK-KQ đã bắn rơi 2.687 máy bay các loại, trong đó có 64 máy bay chiến lược B-52; có 108 lượt đơn vị, 71 cá nhân được tuyên dương danh hiệu Anh hùng Lực lượng vũ trang nhân dân, Anh hùng Lao động; được Đảng, Nhà nước tặng thưởng 03 Huân chương Sao vàng, 03 Huân chương Hồ Chí Minh, 03 Huân chương Độc lập hạng Nhất, 01 Huân chương ISSALA hạng Ba do Nhà nước Lào tặng hàng trăm Huân chương Quân công, hàng ngàn Huân chương Chiến công các loại và nhiều phần thưởng cao quý khác.